# Erik Arosenius
Erik Herman Arosenius, född 16 juni 1880 i Kristine församling, Göteborg, död 21 juli 1953 i Alingsås stadsförsamling, var en svensk målare och ingenjör.
Han var son till baningenjören och kaptenen Henrik Arosenius och Sigrid Rydén samt bror till Ivar Arosenius. Han bedrev först tekniska studier vid Chalmers i Göteborg samtidigt som han studerade teckning för Johan Ericson. Han avlade ingenjörsexamen 1905. Som konstnär var han i stort sett autodidakt och bedrev självstudier under olika studieresor. Separat ställde han bland annat ut i Karlstad, Göteborg, Alingsås och Lund samt han medverkade i samlingsutställningar i Stockholm och på landsorten. Liksom sin bror målade han först i en humoristisk och ironisk stil men kom med tiden att övergå till ett religiöst måleri där han försökte tolka olika psalmer och bibelspråk i sina målningar, Göteborg och flera landsortsstäder, tillsammans med Knut Götharson och Karel Krejci ställde han ut i Halmstad. Som illustratör illustrerade han bland annat Oscar Stjernes Värmlandssånger 1918 och sina egna böcker Sagan om fiskarpojkarnas resa till det underbara slottet 1916 och Klingeling 1923. Arosenius är representerad vid Alingsås församlingshem, Hallands konstmuseum och Nationalmuseum.